# Slowaakse Radenrepubliek

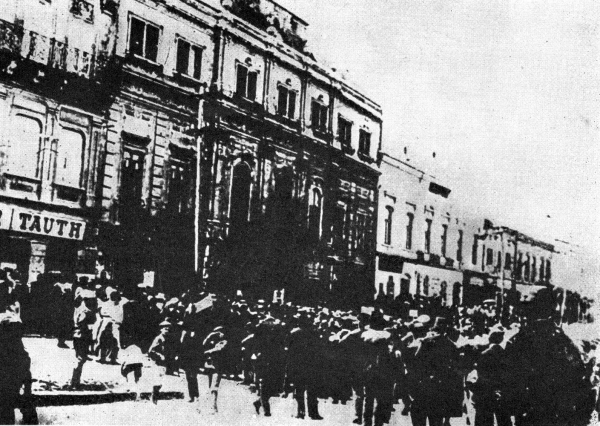
Proclamatie van de Slowaakse Radenrepubliek op 16 juni 1919 in Prešov.

De Slowaakse Radenrepubliek (Slowaaks: Slovenská republika rád) was een communistische staat, die slechts korte tijd bestond in het zuiden en oosten van Slowakije. De republiek wordt als een marionettenstaat van de Hongaarse Radenrepubliek beschouwd en bestond van 16 juni tot 7 juli 1919. De hoofdstad was Košice en de Tsjechische journalist Antonín Janoušek had de leiding als voorzitter van het revolutionair comité. 
Eén jaar eerder, direct na de Eerste Wereldoorlog, was de staat Tsjecho-Slowakije gevormd. Het leger kreeg de orders om volledige controle over Slowakije te verkrijgen. Een succesvolle aanval van het Hongaarse leger leidde tot de bezetting van een deel van Slowakije en het oprichten van de Slowaakse Radenrepubliek. Nadat het Hongaarse leger zich had teruggetrokken, veroverde het Tsjecho-Slowaakse leger het gebied en werd de Slowaakse Radenrepubliek ontbonden. 
De republiek werd op 16 juni uitgeroepen in Prešov, waardoor vele mensen dachten dat dit ook de hoofdstad was, maar er werd besloten Košice hoofdstad te maken, omdat deze plaats dichter bij de Hongaarse grens lag. 